# 阿扎·加特
阿扎·加特（英語：Azar Gat，1959年—）是一位以色列軍事史家和軍事戰略家，1999年至今任臺拉維夫大學政治系埃泽尔·魏茨曼教授，主要著作有《軍事思想的起源：从启蒙到克劳塞维茨》（The Origins of Military Thought: From the Enlightenment to Clausewitz）、《文明世界的战争》（War in Human Civilization）等。